# Edward Randell
Edward Keith Randell, född 2 juli 1988 i Dulwich i södra London, är en brittisk skådespelare och musiker. Han är mest känd för att ha spelat rollen som Justin Finch-Fletchley i filmen Harry Potter och Hemligheternas kammare från 2002. Han har också varit basist i vokalgruppen The Swingle Singers från 2012 till 2022.

## Filmografi

### Film
- 2002 – Harry Potter och Hemligheternas kammare